# Ibolya Csák
Ibolya Csák, född 6 januari 1915 i Budapest, död 10 februari 2006 i Budapest, var en ungersk friidrottare.
Csák blev olympisk mästare i höjdhopp vid olympiska sommarspelen 1936 i Berlin.
1938 deltog hon även vid EM i Wien. Under tävlingarna tog hon silvermedalj i höjdhopp efter Dora Ratjen. Senare fråntogs Rajten guldmedaljen varpå Csák istället tilldelades första plats med Nelly van Balen-Blanken nu på silverplats och ny bronsmedaljör blev Feodora Solms.